# Burna Boy
Damini Ebunoluwa Ogulu (nascut el 2 de juliol de 1991) conegut professionalment com Burna Boy, és un cantant, compositor, intèrpret i productor discogràfic nigerià. Va obtenir el reconeixement el 2012 després de llançar "Like to Party", el senzill principal del seu àlbum d'estudi debut L.I.F.E (2013). El 2017, Burna Boy va signar un contracte discogràfic amb Atlantic Records i la seva empresa matriu Warner Music Group. El 2018 es va publicar el seu tercer àlbum d'estudi Outside, que també serveix com el seu debut en el segell principal.